# Yamaha XT 250
La Yamaha XT 250 est une moto de type trail commercialisée par Yamaha.

## Description
Lancée par la firme japonaise en 1980, cette motocyclette s'est rapidement imposée pour devenir un élément essentiel à toute personne recherchant des sensations modérées à la fois sur route que sur terrains plus sinueux. 
Elle est restée dans l'ombre de sa grande sœur, la Yamaha XT 500. Pourtant son moteur 4 temps monocylindre n'a rien à envier à celui de son ainée.

## Culture populaire
Une XT 250 est conduite par John Rambo dans le film Rambo (1982) lors d'une course poursuite avec une voiture de police. Mais lors du bruitage du film, le son qui a été monté est celui d'un moteur à deux temps alors que la XT 250 a un moteur à quatre temps.